# Marbury (Cheshire West and Chester)
Marbury var en civil parish från 1866 till 1988 då den blev en del av Anderton with Marbury, i grevskapet Cheshire, i England. Civil parish var belägen 2 km från Northwich och hade 12 invånare år 1971.